# NGC 4145
NGC 4145 (również PGC 38693 lub UGC 7154) – galaktyka spiralna z poprzeczką (SBcd), znajdująca się w gwiazdozbiorze Psów Gończych. Odkrył ją William Herschel 18 marca 1787 roku.